# Грошев, Николай Петрович
Никола́й Петро́вич Грошев (4 апреля 1921, Ханженково, Донецкая губерния, УССР (ныне Макеевка, Донецкая область, Украина) — 8 марта 1999, Тольятти) — советский лётчик-штурмовик, участник Великой Отечественной войны, Герой Советского Союза,

## Биография
Русский. Родился в семье рабочего, окончил среднюю школу.
В Красной Армии с 1939 года. В 1940 году окончил Вольское военное авиационно-техническое училище. Служил военным техником в 207-й дальнебомбардировочной авиационной дивизии.
С июня 1941 года принимал участие в Великой Отечественной войне. Но уже в сентябре 1941 направлен на учёбу. В 1943 году окончил Балашовскую военно-авиационную школу пилотов.
Вторично прибыл на фронт в марте 1944 года. Служил старшим лётчиком 214-го штурмового авиаполка 260-й штурмовой авиадивизии 7-й воздушной армии на Карельском фронте.
Грошев Николай Петрович — командир эскадрильи 214-го Гданьского Краснознамённого штурмового авиационного полка 260-й Свирской Краснознамённой ордена Суворова штурмовой авиационной дивизии 4-й воздушной армии 2-го Белорусского фронта, старший лейтенант.
Принимал участие в боях в Карелии, затем в Свирско-Петрозаводской наступательной операции. С августа 1944 года командовал звеном, затем — эскадрильей.
После окончания боевых действий в Карелии в декабре 1944 года полк был переброшен в Польшу в состав 4-й воздушной армии. Здесь Николай Грошев участвовал в Восточно-Прусской, Восточно-Померанской и Берлинской операциях.
К концу апреля 1945 года командир эскадрильи старший лейтенант Николай Грошев совершил 108 боевых вылетов, уничтожил 7 танков и бронемашин, 65 автомашин, 11 складов с боеприпасами и горючим, 12 артиллерийских и миномётных батарей. По итогам боёв представлен к званию Героя Советского Союза.
После окончания Великой Отечественной войны продолжил службу в ВВС СССР. В 1949 году окончил Высшие офицерские лётно-тактические курсы, в 1955 году — Военно-воздушную академию.
Командовал бомбардировочным авиаполком, затем дивизией. Служил заместителем командующего 30-й воздушной армией, начальником тыла ВВС Уральского военного округа.
В 1964 году генерал-майор Николай Петрович Грошев вышел в запас.
Проживал в Риге. В 1994 году переехал в Тольятти. Скончался 9 марта 1999 года. Похоронен в селе Верхние Белозёрки Ставропольского района Самарской области.

## Награды

Могила в Верхних Белозёрках

- Герой Советского Союза (18 апреля 1945, № 8211) — «за образцовое выполнение боевых заданий командования на фронте борьбы с немецко-фашистскими захватчиками и проявленные при этом мужество и героизм»;
- орден Ленина (18.08.1945);
- 2 ордена Красного Знамени (1944, 1945);
- 2 ордена Отечественной войны 1-й степени (1945, 11.03.1985);
- орден Отечественной войны 2-й степени (1945);
- орден Красной Звезды;
- медаль «За боевые заслуги».

## Память
- Памятник и мемориальная доска на территории Вольского высшего военного училища тыла.